# Александар Сокуров
Александар Николајевич Сокуров (рус. Александр Николаевич Сокуров; 14. јун 1951)  руски је филмски редитељ и сценариста. Његови најзначајнији радови су играни филм Руска барка (2002), снимљен из једног континураног непрекинутог кадра, и Фауст (2011), који је награђен Златним лавом, највишом наградом за најбољи филм на Венецијанском филмском фестивалу.

## Живот и рад
Сокуров је рођен у Подорвихи, Иркутски округ, у Сибиру, у породици војног официра. Дипломирао је на Одсеку за историју Универзитета у Нижњем Новгороду 1974. године, а следеће године је ушао у један од студија ВГИК-а. Тамо се спријатељио са Тарковским и био је под дубоким утицајем његовог филма Огледало. Совјетске власти су забраниле већину Сокурових раних филмова. Током раног периода, продуцирао је бројне документарне филмове, укључујући Дијалоге са Солжењицином и репортажу о стану Григорија Козинцева у Санкт Петербургу. Његов филм Mournful Unconcern номинован је за Златног медведа на 37. Берлинском међународном филмском фестивалу 1987.
Мајка и син (1997) био је његов први међународно признати играни филм. Уврштен је на 20. Московски међународни филмски фестивал где је освојио Специјално сребро Светог Ђорђа. Његов наредни филм Отац и син (2003), је збунио критичаре својим имплицитним хомоеротизмом (иако је сам Сокуров критиковао ову конкретну интерпретацију). Сузан Сонтаг уврстила је два његова филма међу десет омиљених филмова из 1990-их, рекавши: „Данас нема активног редитеља чијим се филмовима толико дивим. Године 2006. добио је награду Master of Cinema на Међународном филмском фестивалу Манхајм-Хајделберг.
Сокуров је редован учесник филмског фестивала у Кану, где су дебитовала четири његова филма. Међутим, до 2011. Сокуров није освајао врхунске награде на великим међународним фестивалима. Дуго времена, његов комерцијално и критички најуспешнији филм био је полудокументарни филм Руски ковчег (2002), хваљен првенствено због визуелно хипнотичких слика и једног немонтираног кадра.
Сокуров је снимио тетралогију која истражује коруптивне ефекте моћи. Прва три дела била су посвећена истакнутим владарима 20. века: Moloch (1999), о Хитлеру, Taurus (2001), о Лењину и Сунце (2005) о Хирохиту. Сокуров је 2011. снимио последњи део серије, Фауст, препричавање Гетеове трагедије. Филм, који приказује инстинкте и планове Фауста у његовој жудњи за моћи, премијерно је приказан 8. септембра 2011. у оквиру 68. Међународног филмског фестивала у Венецији. Филм је освојио награду Златни лава, највећу награду Венецијанског фестивала. Продуцент Андреј Сигле је рекао о Фаусту: „Филм нема посебну важност за савремена дешавања у свету – смештена је у почетак 19. века – али одражава трајне покушаје Сокурова да разуме човека и његове унутрашње силе“.
Војни свет бившег СССР-а једно је од сталних интересовања Сокурова, због његових личних веза са темом и зато што је војска обележила животе великог дела становништва СССР-а. Три његова дела, Spiritual Voices: From the Diaries of a War, Confession, From the Commander’s Diary и Soldier’s Dream, за централну тему имају војнички живот. Исповест је приказана на неколико независних филмских фестивала, док су друга два практично непозната.
Године 1994. Сокуров је пратио руске трупе до базе на граници Таџикистана и Авганистана. Резултат је био Spiritual Voices: From the Diaries of a War, 327-минутна биоскопска медитација о рату и духу руске војске. У филму је приказана пејзажна фотографија, али музика (укључујући дела Моцарта, Месијана и Бетовена) и звук су такође посебно важни. Војнички жаргон и комбинација звукова животиња, уздаха и других звукова са локације у магли те других визуелних ефеката дају филму фантазмагоричну атмосферу. Филм обједињује све елементе који карактеришу Сокурове филмове: дугачке кадрове, разрађене методе снимања и обраде слике, мешавину документарног и фикције, важност пејзажа и осећај филмског ствараоца који уноси трансценденцију у свакодневне гестове.
На путу од Русије до граничног прелаза, у филму, страх не силази са лица младих војника. Сокуров хвата њихов физички напор, као и свакодневне ритуале као што су оброци, дељење дувана, писање писама и обавезе чишћења. Нема почетка ни краја дијалозима; Сокуров негира конвенционалну наративну структуру. Завршни део филма слави долазак Нове 1995. године, али срећа је пролазног карактера. Следећег дана све остаје исто: бескрајно чекање на граничном прелазу, страх и пустош.
У филму Confession: From the Commander’s Diary, Сокуров снима официре из руске морнарице, показујући монотонију и неслободу њиховог свакодневног живота. Дијалог нам омогућава да пратимо размишљања команданта брода. Сокуров и његова посада укрцали су се на поморски патролни брод који је кренуо ка Кувшинки, поморској бази у Мурманској области, у Баренцовом мору. Затворен унутар ограниченог простора брода усидреног у водама Арктика, тим је снимио морнаре док су обављали своје рутинске активности.
Soldier's Dream је још један филм Сокурова који се бави војним темама. Не садржи дијалог. Овај филм је произашао из материјала монтираног за једну од сцена трећег дела Spiritual Voices. Soldier's Dream је приказан на филмском фестивалу у Оберхаузену у Немачкој 1995. године – када су Soldier's Dream још били у фази монтаже – као Сокуровљев омаж уметничком критичару и историчару Хансу Шлегелу и као признање за његов допринос у подршци источноевропским филмским ствараоцима.
Он пати од тешких проблема са видом.
Током заседања Савета за културу и уметност у децембру 2016, Сокуров је апеловао на председника Владимира Путина да преиспита пресуду филмском редитељу Олегу Сенцову (коју је Путин одбио).

## Награде
- Међународни филмски фестивал у Локарну, Бронзани леопард, 1987.
- Московски међународни филмски фестивал, награда ФИПРЕСЦИ, 1987.
- Берлински међународни филмски фестивал, награда специјалног програма Форума, 1989.
- Међународни филмски фестивал у Ротердаму, награда ФИПРЕСЦИ, награда КНФ 1991.
- Државна награда Руске Федерације, 1997.
- Државна награда Руске Федерације, 2001.
- Награда Руског удружења филмских критичара, 2001.
- Награда Ника за најбољу режију и најбољи филм, 2001.
- Међународни филмски фестивал у Торонту, награда ИФЦ Висион, 2002.
- Међународни филмски фестивал у Сао Паулу, специјална награда за животно дело, 2002.
- Филмски фестивал у Кану, награда ФИПРЕСЦИ, 2003.
- Удружење аргентинских филмских критичара, награда Сребрни кондор, 2004.
- Међународни филмски фестивал у Јеревану, Златна кајсија за најбољи филм, 2005.
- Међународни филмски фестивал у Локарну, Леопард части за животно дело, 2006.
- Венецијански филмски фестивал, награда Роберт Брессон за духовно трагање и промоцију људске културе, 2007.
- Венецијански филмски фестивал, Златни лав за најбољи филм, Фауст, 2011.
- ФЕСТ, Београдски добитник награде за животни допринос филмској уметности, 2015.
- Међународни филмски фестивал у Керали, награда за животно дело, за допринос светској кинематографији, 2017.

## Филмографија

### Дугометражни филмови
| Година | Наслов                  | Напомене                    |
| ------ | ----------------------- | --------------------------- |
| 1987   | Mournful Unconcern      | продуциран 1983             |
| 1987   | The Lonely Voice of Man | продуциран 1979             |
| 1988   | Days of Eclipse         |                             |
| 1989   | Save and Protect        |                             |
| 1990   | The Second Circle       |                             |
| 1992   | The Stone               |                             |
| 1994   | Whispering Pages        |                             |
| 1997   | Mother and Son          |                             |
| 1999   | Moloch                  |                             |
| 2001   | Taurus                  | такође директор фотографије |
| 2002   | Руски ковчег            |                             |
| 2003   | Father and Son          |                             |
| 2005   | The Sun                 | такође директор фотографије |
| 2007   | Alexandra               |                             |
| 2011   | Faust                   |                             |
| 2015   | Francofonia             |                             |
| 2021   | The Laughter Amid Tears |                             |

### Други филмови
- The Degraded (Разжалованный, 1980)
- Sonata for Viola. Dmitri Shostakovitch (1981)
- Empire (Ампир, 1986)
- Elegy (1986)
- And Nothing More (1987)
- Evening Sacrifice (1987)
- Patience of Labour (1987)
- Maria (Peasant Elegy) (1988)
- Moscow Elegy (1988)
- Sonata for Hitler (1989)
- Soviet Elegy (1989)
- Petersburg Elegy (1990)
- To The Events In Transcaucasia (1990)
- A Simple Elegy (1990)
- A Retrospection of Leningrad (1957–1990) (1990)
- An Example of Intonation (1991)
- Elegy from Russia (1992)
- Soldier's Dream (1995)
- Spiritual Voices (1995)
- Oriental Elegy (1996)
- Robert. A Fortunate Life (1997)
- A Humble Life (1997)
- The St. Petersburg Diary: Inauguration of a monument to Dostoevsky (1997)
- The St. Petersburg Diary: Kosintsev's Flat (1998)
- Confession (1998)
- The Dialogues with Solzhenitsyn (1998)
- dolce… (1999)
- Elegy of a Voyage (2001)
- The St. Petersburg Diary: Mozart. Requiem (2004)
- Elegy of a life: Rostropovich, Vishnevskaya (2006)